# 레몬 대 커츠먼 사건
레몬 대 커츠맨 사건(Lemon v. Kurtzman, 403 U.S. 602 (1971))은 국교금지조항에 대한 미국 연방 대법원의 유명 판례로 종교단체에서 운영하는 초등학교에 재정적 지원을 해주는 펜실베이니아주의 정책에 대한 위헌심판이다. 이 판결에서 유명한 레몬심사기준 (레몬 테스트)가 형성되었다.

## 사실관계
미국 로드 아일랜드 주의 1969년 급여보충법과 펜실베니아 주의 1968년 비공립 초중등교육법은 둘 다 주(州)로 하여금 지역 교구(敎區)학교 등 비공립학교에서 비종교적 과목들을 가르치는 교사들의 급여를 직접적으로 지원하도록 규정하고 있었는데 이 법규정의 위헌여부를 묻는 소송이 연방 대법원에 올라왔고 연방대법원은 사건이송명령장을 발부해 이 사건을 본격적으로 심리하게 되었다.

## 레몬 기준
대법원은 다음과 같은 레몬 기준을 판단하였다.
1. 정부 정책의 목적은 합당한 비종교적, 즉 세속적이야 한다.
2. 정부 정책이 초래하는 주된 결과가 어떤 종교를 향상시키거나 억제해서는 안 된다.
3. 정부와 종교가 지나치게 얽매이게 하는 상황을 조장해서는 안 된다.

만약 3가지 중 하나라도 위반될 경우 정부 정책은 연방헌법 수정 제1조의 국교금지조항에 의해 위헌이라고 하였다.

## 기준 적용
정부가 성당에서 운영하는 학교에 컴퓨터나 복사기를 제공하는 것은 그 장비가 종교적 목적으로 쓰일 수 있기 때문에 국교금지조항의 위반일 수 있다. 그러나 과학 교과서를 기증하는 것은 종교적인 목적으로 쓰일 수 없기 때문에 위반이 아니다.